# Rhamdella
Rhamdella és un gènere de peixos de la família dels heptaptèrids i de l'ordre dels siluriformes.

## Taxonomia
- Rhamdella aymarae (Miquelarena & Menni, 1999)[2]
- Rhamdella cainguae (Bockmann & Miquelarena, 2008)[3]
- Rhamdella eriarcha (Eigenmann & Eigenmann, 1888)[4]
- Rhamdella exsudans (Jenyns, 1842)[5]
- Rhamdella gilli (Starks, 1906)[6]
- Rhamdella ignobilis (Steindachner, 1907)[7]
- Rhamdella jenynsii (Günther, 1864)[8]
- Rhamdella leptosoma (Fowler, 1914)[9]
- Rhamdella longipinnis (Borodin, 1927)[10]
- Rhamdella longiuscula (Lucena & Silva, 1991)[11]
- Rhamdella montana (Eigenmann, 1913)[12]
- Rhamdella papariae (Fowler, 1941)[13]
- Rhamdella robinsoni (Fowler, 1941)[13]
- Rhamdella rusbyi (Pearson, 1924)[14]
- Rhamdella wolfi (Fowler, 1941)[13][15][16][17][18][19][20][21]